# Hunzikeria
Hunzikeria  es un género de plantas con flores perteneciente a la subfamilia Petunioideae, incluida en la familia de las solanáceas (Solanaceae). Comprende 20 especies descritas y de estas, solo 4 aceptadas. Se encuentra desde Estados Unidos hasta Venezuela.

## Taxonomía
El género fue descrito por William Gerald D'Arcy y publicado en Phytologia 34(3): 283. 1976. La especie tipo es: Hunzikeria texana
Etimología
Hunzikeria: nombre genérico que fue nombrado en honor del  botánico argentino Armando Hunziker.

## Especies aceptadas
A continuación se brinda un listado de las especies del género Hunzikeria aceptadas hasta julio de 2015, ordenadas alfabéticamente. Para cada una se indica el nombre binomial seguido del autor, abreviado según las convenciones y usos.	
- Hunzikeria coulteri (A. Gray) D'Arcy
- Hunzikeria steyermarkiana D'Arcy
- Hunzikeria texana